# Banda de 23cm

## Uso
Banda de iniciación a las técnicas de microondas para los radioaficionados.
Perteneciente a la UHF (Ultra High Frecuency), tiene un gran interés por sus especiales características. 
Como principal ventaja se considera su gran ancho de banda, permitiendo realizar emisiones de TV. También es empleada para enlaces con satélites de aficionado y modos de propagación muy especializados, como el rebote lunar.
La banda de 23 cm es una banda sumamente exigente con el material y la realización. En efecto, a estas frecuencias la realización es regida por reglas para limitar las capacidades e inductancias parásitas, atenuaciones, interacciones, etc que son capaces de falsear el más cuidadoso diseño por una realización mediocre. 
Los radioaficionados explotan las posibilidades de estas frecuencias con señales límite, es común su uso para comunicaciones espaciales pero también terrestres a muy largas distancias (para estas frecuencias) aprovechando la refracción troposférica. (alcances de más de 1000 km)
El reto se establece a menudo en la complejidad de las técnicas a emplear, tanto en la circuitería electrónica como en todos los elementos necesarios añadidos (cables, conectores, antenas, previos, amplificadores, etc..)
- El uso de componentes montados en superficie (SMD) es altamente recomendable.

## Antenas
Se utilizan gran cantidad de modelos y tamaños, según la modalidad a trabajar; pudiendo ir desde grandes parábolas (radio-aficionados con 10 m de reflector parabólico) hasta pequeñas antenas portátiles y de tamaño sumamente razonable; una antena vertical del tipo cuarto de onda para un automóvil mide apenas unos pocos centímetros de alto. 
Es relativamente fácil para un radioaficionado cuidadoso poder construir antenas de esta frecuencia. Por el contrario la instrumentación es sumamente costosa y fuera del alcance común, pero no es un factor limitante. Realizar diseños ya probados y contrastarlos es sencillo.

## Propagación
Todos los modos de propagación UHF se aplican a la banda de 23 cm, sin embargo, la propagación es caprichosa y depende de muchos factores, como por ejemplo, de la existencia de una inversión de temperatura en la Troposfera. 
En general, todo medio que contenga mucha agua (bosques, nubes, neblinas) es una real fuente de atenuación de la señal.
Los radioaficionados, acostumbrados a trabajar con señales pequeñas o ínfimas, suelen aprovecharse de modos de propagación exótica, tales como los conductos marinos, inversiones térmicas, y otros fenómenos que ocurren en la troposfera, para aumentar el alcance mucho más allá del horizonte visual. En casos extremos son posibles enlaces de cientos de km .
Existen además repetidores de aficionados, capaces de extender el área de cobertura para estaciones móviles o fijas.
Uno de los sistemas más avanzados de repetición de señales son los satélites, algunos de los cuales utilizan esta banda, limpia y con capacidad suficiente para albergar muchos sistemas.
Dentro del uso denominado "rebote lunar" se utiliza la reflexión  en la superficie de nuestro satélite natural de las ondas enviadas desde la tierra, para que una vez rebotadas sean devueltas a esta ( a otro punto distante) y captadas por otro radioaficionado. Su propagación está sujeta a muchas variables, pero es posible establecer comunicados, a pesar de la enorme atenuación del circuito.

## Ancho de banda

### Región 1
En la Región 1 IARU: de 1240 a 1300 MHz

### Región 2
En la Región 2 IARU:  de 1240 a 1300 MHz

### Región 3
En la Región 3 IARU: de 1240 a 1300 MHz 

### Subbandas
- La subbanda de satélites ocupa de 1260 a 1270 MHz
- La subbanda EME (rebote lunar) ocupa de 1296 a 1297 MHz

- Datos: Q215341